# Nazionale femminile di calcio della Scozia
La nazionale di calcio femminile della Scozia (in inglese Scotland women's national football team) è la rappresentativa calcistica femminile internazionale della Scozia, gestita dalla locale federazione calcistica (SFA).
In base alla classifica emessa dalla FIFA il 16 agosto 2024, la nazionale femminile occupa il 23º posto del FIFA/Coca-Cola Women's World Ranking.
Come membro dell'UEFA, partecipa a vari tornei di calcio internazionali, come al Campionato mondiale FIFA, al Campionato europeo UEFA, alla UEFA Women's Nations League e ai tornei a invito. Ha partecipato all'edizione 2019 del campionato mondiale e all'edizione 2017 del campionato europeo, venendo in entrambe le occasioni eliminata al termine della fase a gironi.

## Storia

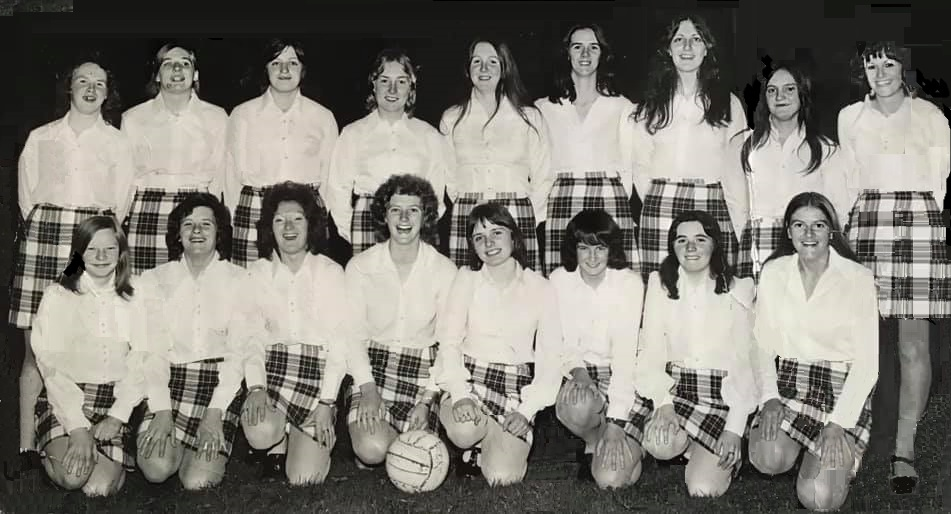
La nazionale scozzese che disputò un'amichevole allo stadio di San Siro il 25 settembre 1974.

Nel maggio 1881 ad Edimburgo venne disputata la prima partita internazionale documentata di calcio femminile tra una rappresentativa scozzese e una inglese. Il calcio femminile ebbe molte difficoltà negli anni successivi ad affermarsi e trovare spazio, finché nel 1921 venne imposto un divieto ufficiale da parte delle autorità calcistiche britanniche. Nonostante ciò, le attività agonistiche continuarono negli anni successivi, incontrando ancora difficoltà ed ostruzioni. Nello storico voto del 1971 col quale l'UEFA raccomandò alle federazioni affiliate di prendere sotto il proprio controllo il calcio femminile nei rispettivi territori, l'unica delle 32 federazioni a votare contro fu quella scozzese. Il 18 novembre 1972 venne disputata una partita tra una rappresentativa della Scozia e una dell'Inghilterra, considerata la prima partita ufficiale internazionale per entrambe le nazionali, nonché la seconda partita ufficiale internazionale di calcio femminile riconosciuta dalla FIFA. La partita, disputata a Greenock, si concluse con la vittoria delle inglesi per 3-2. Il divieto al calcio femminile venne ufficialmente rimosso nel 1974, ma fu solo nel 1998 che la federazione scozzese (SFA) prese sotto la propria egida il calcio femminile.

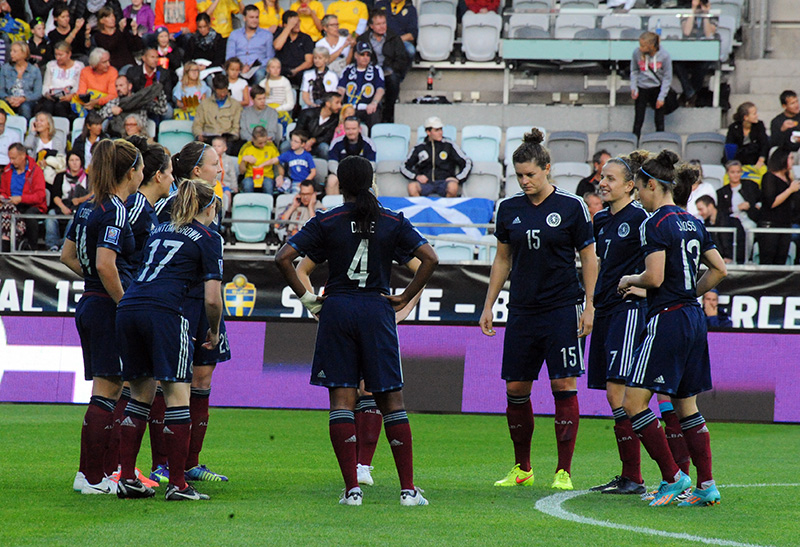
Giocatrici della nazionale il 17 settembre 2014 durante un'amichevole contro la Svezia.

Negli anni successivi la nazionale scozzese disputò varie amichevoli e partecipò a tornei internazionali, come il campionato europeo non ufficiale disputatosi in Italia nel 1979. Prese poi parte regolarmente alle qualificazioni alle fasi finali sia del campionato europeo organizzato dall'UEFA che del campionato mondiale organizzato dalla FIFA, senza inizialmente ottenere risultati di rilievo. Nelle qualificazioni al campionato europeo 2009 la squadra, allenata dall'ex calciatrice svedese Anna Signeul, raggiunse i play-off, ma venne eliminata dalla Russia per la regola dei gol fuori casa. Quattro anni dopo fu la Spagna a battere dopo i tempi supplementari la Scozia nei play-off delle qualificazioni al campionato europeo 2013. Nelle qualificazioni al campionato mondiale, invece, dopo aver sfiorato la qualificazione diretta al mondiale 2011, la nazionale scozzese disputò i play-off UEFA per l'ultimo posto utile al mondiale 2015, ma venne eliminata in semifinale dai Paesi Bassi.
Con l'aumento delle squadre partecipanti alla fase finale del campionato europeo, la Scozia ottenne la prima storica qualificazione all'edizione 2017, organizzata nei Paesi Bassi, dopo aver concluso in testa a pari punti con l'Islanda il gruppo 1 delle qualificazioni, ma accedendo come migliore delle seconde. La rosa delle 22 convocate dalla selezionatrice Anna Signeul venne annunciata il 27 giugno 2017. Sorteggiata nel gruppo D con Inghilterra, Portogallo, anch'essa debuttante, e Spagna, la nazionale perse le prime due partite contro inglesi (0-6) e portoghesi (1-2). Nella terza partita, giocata al De Adelaarshorst di Deventer, le scozzesi vinsero per 1-0 sulle spagnole, grazie alla rete di Caroline Weir, concludendo a tre punti assieme alle stesse spagnole e alle lusitane, ma venendo eliminate dal torneo per la classifica avulsa.
Dopo la prima partecipazione a una fase finale di un torneo internazionale, la Scozia conquistò la qualificazione anche alla fase finale del campionato mondiale 2019, grazie al primo posto ottenuto nel gruppo 2 delle qualificazioni UEFA e superando la Svizzera. Sorteggiata nel gruppo D con Inghilterra, Giappone e Argentina, la squadra allenata da Shelley Kerr perse le prime due partite contro inglesi e giapponesi, per poi pareggiare 3-3 contro le argentine che avevano recuperato tre reti di scarto; con un solo punto conquistando, venne eliminata dalla manifestazione al termine della fase a gironi. Nelle qualificazioni all'edizione 2023 la Scozia ottenne l'accesso ai play-off UEFA: dopo aver superato l'Austria al primo turno dopo i tempi supplementari, venne sconfitta ed eliminata dall'Irlanda al secondo turno. Nell'edizione inaugurale della UEFA Women's Nations League la nazionale scozzese venne inserita nella Lega A, ma, concludendo all'ultimo posto il gruppo 1, venne retrocessa in Lega B.

## Partecipazioni ai tornei internazionali
Legenda: Grassetto: Risultato migliore, Corsivo: Mancate partecipazioni

## Palmarès
- Pinatar Cup: 1

2020

## Tutte le rose

### Campionato mondiale
Coppa del Mondo FIFA 20191 Alexander, 2 Smith, 3 Docherty, 4 Corsie, 5 Beattie, 6 Love, 7 Lauder, 8 Little, 9 Weir, 10 Crichton, 11 Evans, 12 Lynn, 13 Ross, 14 Arthur, 15 Howard, 16 C. Murray, 17 J. Murray, 18 Emslie, 19 Clelland, 20 Brown, 21 Fife, 22 Cuthbert, 23 Arnot, CT: Kerr

### Campionato europeo
Campionato d'Europa UEFA 20171 Fay, 2 Barsley, 3 J. Murray, 4 Dieke, 5 L. Ross, 6 Love, 7 Lauder, 8 Cuthbert, 9 Weir, 10 Crichton, 11 Evans, 12 Lynn, 13 J. Ross, 14 Corsie, 15 Howard, 16 C. Murray, 17 Fr. Brown, 18 McLauchlan, 19 Clelland, 20 Smith, 21 Alexander, 22 Fi. Brown, 23 Arthur, CT: Signeul

## Rosa
Rosa delle calciatrici convocate dal selezionatore Pedro Martinez Losa in occasione della partecipazione alla Pinatar Cup 2024. Presenze e reti aggiornate al 27 febbraio 2024 dopo l'incontro con la Finlandia.
| N. | Pos. | Giocatore        | Data nascita (età)          | Pres. | Reti | Squadra         |  |
| -- | ---- | ---------------- | --------------------------- | ----- | ---- | --------------- |  |
| 1  | P    | Lee Gibson       | 23 settembre 1991 (32 anni) | 52    | 0    | Glasgow City    |  |
| 12 | P    | Jenna Fife       | 1º dicembre 1995 (28 anni)  | 10    | 0    | Rangers         |  |
| 21 | P    | Sandy MacIver    | 18 giugno 1998 (25 anni)    | 4     | 0    | Manchester City |  |
|    |      |                  |                             |       |      |                 |  |
| 2  | D    | Nicola Docherty  | 23 agosto 1992 (31 anni)    | 53    | 2    | Rangers         |  |
| 3  | D    | Leah Eddie       | 23 gennaio 2001 (23 anni)   | 2     | 0    | Hibernian       |  |
| 4  | D    | Rachel Corsie    | 17 agosto 1989 (34 anni)    | 148   | 20   | Aston Villa     |  |
| 5  | D    | Sophie Howard    | 17 settembre 1993 (30 anni) | 46    | 3    | Leicester City  |  |
| 15 | D    | Jenna Clark      | 29 settembre 2001 (22 anni) | 12    | 1    | Liverpool       |  |
|    |      |                  |                             |       |      |                 |  |
| 6  | C    | Chelsea Cornet   | 24 novembre 1998 (25 anni)  | 3     | 0    | Rangers         |  |
| 7  | C    | Fiona Brown      | 31 marzo 1995 (28 anni)     | 59    | 2    | Glasgow City    |  |
| 8  | C    | Samantha Kerr    | 17 aprile 1999 (24 anni)    | 22    | 1    | Bayern Monaco   |  |
| 11 | C    | Lisa Evans       | 21 maggio 1992 (31 anni)    | 111   | 17   | Bristol City    |  |
| 14 | C    | Hayley Lauder    | 4 giugno 1990 (33 anni)     | 106   | 9    | Glasgow City    |  |
| 16 | C    | Amy Rodgers      | 4 maggio 2000 (23 anni)     | 3     | 0    | Bristol City    |  |
| 17 | C    | Jenny Smith      | 20 giugno 2002 (21 anni)    | 1     | 0    | Celtic          |  |
| 22 | C    | Erin Cuthbert    | 19 luglio 1998 (25 anni)    | 65    | 22   | Chelsea         |  |
| 23 | C    | Jamie-Lee Napier | 26 aprile 2000 (23 anni)    | 9     | 0    | Bristol City    |  |
|    |      |                  |                             |       |      |                 |  |
| 9  | A    | Martha Thomas    | 31 maggio 1996 (27 anni)    | 34    | 14   | Tottenham       |  |
| 10 | A    | Kirsty Hanson    | 17 aprile 1998 (25 anni)    | 28    | 2    | Aston Villa     |  |
| 13 | A    | Jane Ross        | 18 settembre 1989 (34 anni) | 147   | 62   | Rangers         |  |
| 18 | A    | Claire Emslie    | 08 marzo 1994 (29 anni)     | 60    | 12   | Angel City      |  |
| 19 | A    | Lauren Davidson  | 01 ottobre 2001 (22 anni)   | 15    | 1    | Glasgow City    |  |
| 20 | A    | Brogan Hay       | 1º marzo 1999 (24 anni)     | 6     | 0    | Rangers         |  |